# MadWorld
MadWorld ist ein Hack-and-Slay-Videospiel entwickelt von Platinum Games und herausgegeben von Sega. Aufgrund des hohen Gewaltgrades wurde es nie in Deutschland veröffentlicht und zudem indiziert.

## Spielbeschreibung
Das Spiel verwendet, analog zum Film Sin City, eine stilisierte Schwarzweiß-Comic-Darstellung, in der allein rotes Blut farbig hervorgehoben wird. Die Hauptfigur ist ein Mann namens Jack, dieser ist Teilnehmer der TV-Sportsendung „Death Watch“, die als Grundlage hat, dass die Bewohner des Gebiets sich gegenseitig töten müssen, um in einer Rangliste aufzusteigen und so ihr überleben sichern. Der Spieler ist gefordert, Gegner mit einer Verkettung von Attacken zur Strecke zu bringen und damit seine Punktezahl zu erhöhen. Das Geschehen ist durch die groteske Übersteigerung unrealistisch und fantastisch.
Das Spiel verwendet eine offene Welt in der sich die Handlung abspielt. Das Kampfgeschehen wird von zwei Kommentatoren verfolgt und kommentiert. Am Ende eines jeden Levels trifft Jack in einer separaten Mini-Arena auf einen Endgegner. Diese haben besondere Fähigkeiten, so zum Beispiel eine Frau namens Elise, die sich in eine Fledermaus verwandeln kann und deshalb von den Kommentatoren der Show auch als „Vampire Lady“ bezeichnet wird. An anderer Stelle im Spiel trifft man auf Frank, der Frankensteins Monster ähnelt, oder auf Kojack, gegen den man auf einem motorisierten Zweirad antreten muss.
Die gewonnenen Punkte, wie auch die überzogene Gewaltdarstellung, stellen die wesentlichen Elemente des Spiels dar. Zwar kann sich der Spieler dafür entscheiden, die Mitkämpfer nur mit Fäusten oder der an Jacks Arm befestigten Kettensäge zu töten, doch auf diese Art erreicht man am Spielende nur den schlechtesten Rang. Um die Wertung zu verbessern, müssen bei der Handlung auch die verschiedenen Gegenstände der Umgebung einbezogen werden. Die Welt bietet dazu zahlreiche Elemente wie Verkehrsschilder, Autoreifen und andere indirekte Elemente etwa ein gerade vorbeifahrender Zug. Dabei vervielfachen Kombinationen die vergebene Wertung. Ebenfalls stehen auch Schlagwaffen wie etwa Messer, Baseballschläger oder eine Keule mit Nägeln dafür zur Verfügung. Die vielen verschiedenen Aktionen, die der Spieler mit den Waffen und den Gegnern ausführen kann, werden durch die Bewegungen der Wii-Remote oder dem Nunchuk ausgelöst. Die jeweiligen Handlungen besitzen eigene Gesten um sie auszulösen. Das Spiel unterbreitet im Verlauf immer wieder Vorschläge dafür.

## Rezeption
In Großbritannien äußerte sich der Leiter der mediawatch-uk, eine Lobby für Sitte in Film, Fernsehen und Videospielen, enttäuscht darüber, dass MadWorld auf der Wii veröffentlicht werde. Das Spiel verderbe das familienfreundliche Image der Konsole. Gleichzeitig wünschte er, dass MadWorld von der BBFC keine Einstufung erhalte, was einem totalen Verkaufsverbot gleichgekommen wäre. Als Reaktion hierauf erhielt die Organisation eine Vielzahl an E-Mails verärgerter Gamer. MadWorld wurde mit der BBFC-Einstufung „Nur für Erwachsene“ veröffentlicht.
Auch das National Institute on Media and the Family in den Vereinigten Staaten verurteilte in einer Presseerklärung anlässlich der Veröffentlichung des Spiels, dass sich Nintendo gewalthaltigen Spielen geöffnet habe.
In Australien erhielt das Spiel von dem üblicherweise strengen Australian Classifications Board eine Freigabe ab 15.
Im Vorfeld gab SEGA bekannt, dass man das Spiel nicht in Deutschland veröffentlichen wolle. Im Mai 2010 wurde die europäische Version des Spiels von der Bundesprüfstelle für jugendgefährdende Medien in Deutschland indiziert.
In den Vereinigten Staaten wurden im ersten Verkaufsmonat lediglich 66.000 Einheiten des Titels abgesetzt, ähnlich dem Lightgun-Shooter House of the Dead: Overkill und anderen Spielen mit hoher Altersbegrenzung für die familienfreundliche Wii-Konsole. Derartige Spiele sind auf der Plattform eher die Ausnahme, die nordamerikanische Klassifikationsorganisation ESRB führt (mit Stand vom April 2009) 26 Spiele mit einer Alterseinstufung „M - ab 17“ aus insgesamt fast tausend Wii-Titeln.
Die Verkaufszahlen zum November 2012 lagen bei etwa 700.000.

## Belege
1. 1 2  MADWORLD. In: British Board of Film Classification. Abgerufen am 17. Mai 2013.
2. ↑  eurogamer.de (Memento vom 25. März 2010 im Internet Archive): Spielkritik vom 10. März 2009 (Seitenkopie, zweiseitig, aufgerufen am 17. Mai 2013)
3. ↑  dailymail.co.uk: Artikel vom 12. August 2008 (englisch, aufgerufen am 17. Mai 2019)
4. ↑  gamesindustry.biz: Meldung vom 13. November 2008 (englisch, aufgerufen am 17. Mai 2013)
5. 1 2  ign.com: Meldung vom 18. Januar 2009 (englisch, aufgerufen am 17. Mai 2013)
6. ↑  ign.com: Meldung vom 10. März 2009 (englisch, aufgerufen am 17. Mai 2013)
7. ↑  nintendoeverything.com (Memento des Originals vom 6. Mai 2012 im Internet Archive)  Info: Der Archivlink wurde automatisch eingesetzt und noch nicht geprüft. Bitte prüfe Original- und Archivlink gemäß Anleitung und entferne dann diesen Hinweis.: Meldung vom 19. August 2008 (englisch, aufgerufen am 17. Mai 2013)
8. ↑  eurogamer.de: Meldung vom 31. Mai 2010 (aufgerufen am 12. Juli 2013)
9. ↑  gamasutra.com: Meldung vom 17. April 2009 (englisch, aufgerufen am 12. Juli 2013)
10. ↑  whatculture.com: Artikel vom 3. Dezember 2012 (englisch, Seite 10, aufgerufen am 17. Mai 2013)